# Olympische Sommerspiele 1996/Teilnehmer (Uruguay)
| Gelbes Symbol für Goldmedaillen mit stilisierten Olympischen Ringen | Graues Symbol für Silbermedaillen mit stilisierten Olympischen Ringen | Braundes Symbol für Bronzemedaillen mit stilisierten Olympischen Ringen |
| ------------------------------------------------------------------- | --------------------------------------------------------------------- | ----------------------------------------------------------------------- |
| —                                                                   | —                                                                     | —                                                                       |

Uruguay nahm an den Olympischen Sommerspielen 1996 in Atlanta, USA, mit einer Delegation von 14 Sportlern (zwölf Männer und zwei Frauen) teil.

## Flaggenträger
Der Tennisspieler Marcelo Filippini trug die Flagge Uruguays während der Eröffnungsfeier am 19. Juli im Centennial Olympic Stadium.

## Teilnehmer nach Sportarten

### Gewichtheben
- Edward Silva
Mittelgewicht: 19. Platz

### Judo
- Jorge Steffano
Halbleichtgewicht: 21. Platz

- Willan Bouza
Halbschwergewicht: 21. Platz

### Leichtathletik
- Waldemar Cotelo
Marathon: 79. Platz

- Ricardo Vera
3000 Meter Hindernis: Vorläufe

### Radsport
- Gregorio Bare
Straßenrennen: Aufgabe

- Ricardo Guedes
Straßenrennen: Aufgabe

- Milton Wynants
Punkterennen: 7. Platz

### Schwimmen
- Javier Golovchenko
100 Meter Schmetterling: 34. Platz
200 Meter Schmetterling: 37. Platz

- Erika Graf
Frauen, 200 Meter Brust: 35. Platz

### Segeln
- Andrés Isola
Windsurfen: 39. Platz

- Ricardo Fabini
Finn-Dinghy: 30. Platz

### Tennis
- Marcelo Filippini
Einzel: 17. Platz

### Wasserspringen
- Ana Carolina Itzaina
Frauen, Turmspringen: 30. Platz